# Lena Mlejnková
Lena Mlejnková (* 15. listopadu 1974 Semily) je česká politička, od roku 2024 senátorka za obvod č. 35 – Jablonec nad Nisou, od roku 2012 zastupitelka Libereckého kraje, od roku 2015 starostka města Semily (předtím v letech 2010 až 2014 místostarostka města), členka hnutí SLK.

## Život
Vystudovala Střední průmyslovou školu chemickou v Pardubicích a v roce 2017 dokončila bakalářské studium na Metropolitní univerzitě Praha – obor Veřejná správa. Je vdaná, má 2 děti.

## Politické působení

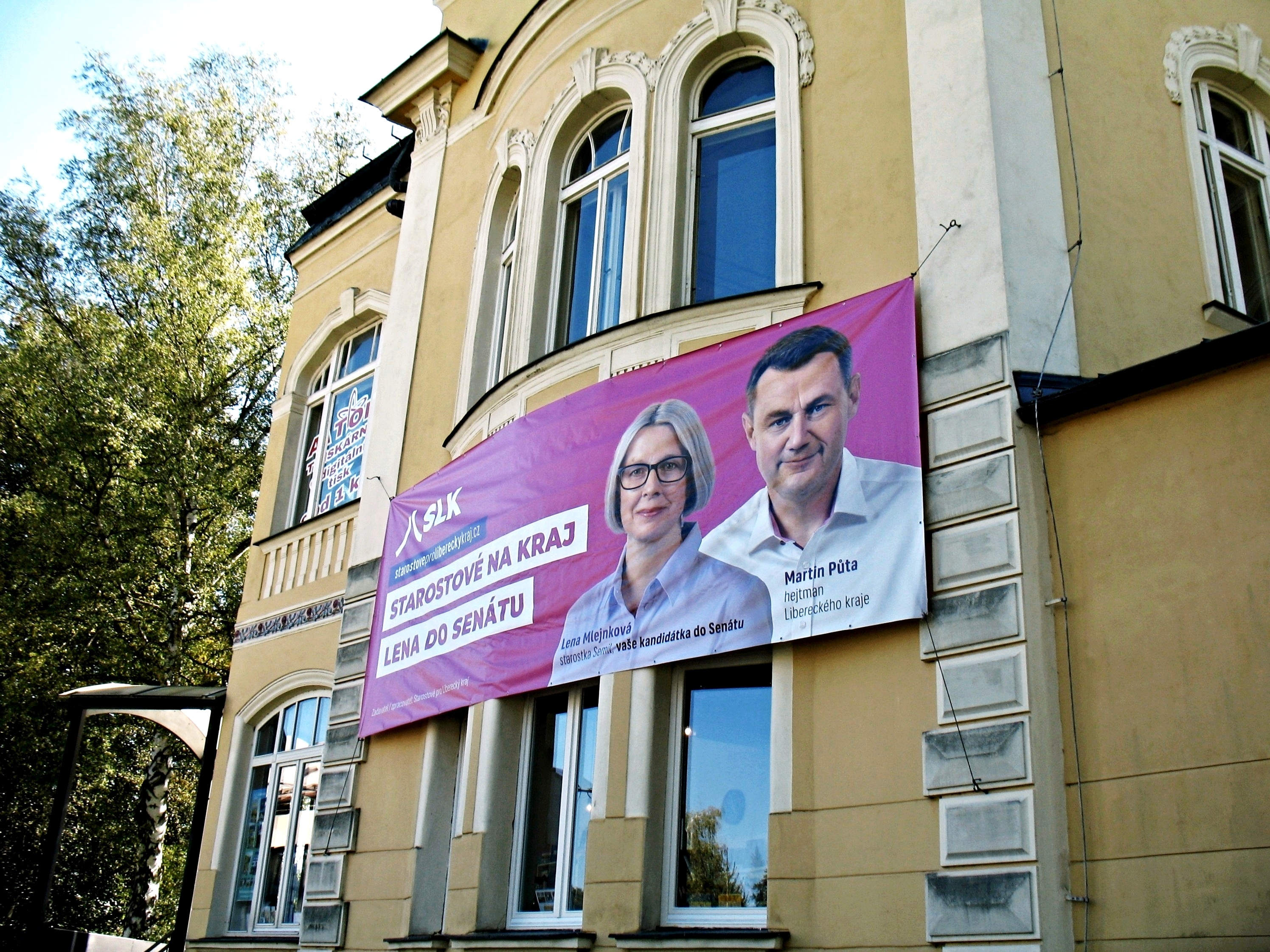
Předvolební propagace Starostů pro Liberecký kraj v Semilech, září 2024 (Lena Mlejnková, budoucí senátorka za senátní obvod č. 35, a hejtman Martin Půta)

Od komunálních voleb v roce 2006 je semilskou zastupitelkou (nezávislá kandidátka), po následujících volbách (2010) zasedla i v městské radě a stala se místostarostkou.
V roce 2011 se stala členkou Starostů pro Liberecký kraj, za něž úspěšně kandidovala do Zastupitelstva Libereckého kraje. Mandát krajské zastupitelky obhájila i ve volbách 2016 a 2020.
V roce 2015 došlo v Semilech na radnici k eskalaci situace kvůli problémům s tamní nemocnicí. Z toho důvodu došlo k odvolání dosavadní starostky Věry Blažkové (ANO 2011) a na její místo nastoupila místostarostka Lena Mlejnková. Mandát obecní zastupitelky i starostky města obhájila i v dalších komunálních volbách v letech 2018 a 2022. V Semilech kandidovala na kandidátce uskupení Volba pro Semily.
Ve volbách do Senátu PČR v roce 2024 kandidovala za hnutí SLK v obvodu č. 35 – Jablonec nad Nisou. Její kandidaturu podpořilo i hnutí STAN. V prvním kole skončila druhá, když získala 24,44 % hlasů. Ve druhém kole se utkala s nestraníkem za hnutí ANO Milanem Kroupou, kterého porazila poměrem hlasů 62,92 % : 37,07 %, a stala se tak senátorkou.
V krajských volbách v roce 2024 obhájila za hnutí SLK post zastupitelky Libereckého kraje.